# Балка Великий Яр
Балка Великий Яр (рос. Великий Яр; б. Лесная) — балка (річка) в Україні у Біловодському районі Луганської області. Права притока річки Деркул (басейн Азовського моря).

## Опис
Довжина балки приблизно 9,47 км, найкоротша відстань між витоком і гирлом — 8,09  км, коефіцієнт звивистості річки — 1,17 . Формується багатьма балками та загатами.

## Розташування
Бере початок на південно-східній стороні від села Верхньобогданівка. Тече переважно на північний схід і у селі Городище впадає у річку Деркул, ліву притоку Сіверського Дінця.

## Цікаві факти
- Проти гирла балки на східній стороні на відстані приблизно 1,19 км у селі Городище пролягає автошлях Т 1314[3] (автомобільний шлях територіального значення в Луганській області. Проходить територією Марківського, Біловодського та Станично-Луганського районів через Просяне (пункт контролю) — Марківку — Біловодськ — Широкий. Загальна довжина — 93,8 км.).
- Біля гирла балки на лівому березі розташований Ботанічний заказник Юницького[3].